# Liège-Bastogne-Liège 2016
Liège-Bastogne-Liège 2016 var den 102. udgave af cykelløbet Liège-Bastogne-Liège og var det trettende arrangement på UCI's World Tour-kalender i 2016. Det blev arrangeret 24. april 2016. Løbet blev vundet af Wout Poels fra Team Sky.

## Hold og ryttere
| | 18 UCI World Tour-hold                                                                       |                                                                                        | 7 Wildcard |
| --- | -------------------------------------------------------------------------------------------- | -------------------------------------------------------------------------------------- | --- |
| - Ag2r-La Mondiale - Astana Pro Team - BMC Racing Team - Cannondale - Dimension Data - Etixx-Quick Step | - FDJ - Team Giant-Alpecin - IAM Cycling - Team Katusha - Lampre-Merida - Team LottoNL-Jumbo | - Lotto-Soudal - Movistar Team - Orica-GreenEDGE - Team Sky - Tinkoff - Trek-Segafredo | - Bora-Argon 18 - Cofidis - Direct Énergie - Fortuneo-Vital Concept - Roompot-Oranje Peloton - Topsport Vlaanderen-Baloise - Wanty-Groupe Gobert |

### Danske ryttere
- Jakob Fuglsang kørte for Astana Pro Team
- Christopher Juul-Jensen kørte for Orica-GreenEDGE
- Michael Valgren kørte for Tinkoff
- Chris Anker Sørensen kørte for Fortuneo-Vital Concept

## Resultater
|    | Rytter            | Hold            | Tid     |
| -- | ----------------- | --------------- | ------- |
| 1  | Wout Poels        | Team Sky        | 6:24.29 |
| 2  | Michael Albasini  | Orica-GreenEDGE | + 0     |
| 3  | Rui Costa         | Lampre-Merida   | + 0     |
| 4  | Samuel Sánchez    | BMC Racing Team | + 4     |
| 5  | Ilnur Zakarin     | Team Katusha    | + 9     |
| 6  | Roman Kreuziger   | Tinkoff         | + 12    |
| 7  | Joaquim Rodríguez | Team Katusha    | + 12    |
| 8  | Bauke Mollema     | Trek-Segafredo  | + 12    |
| 9  | Diego Rosa        | Astana Pro Team | + 12    |
| 10 | Tanel Kangert     | Astana Pro Team | + 12    |